# Глебов, Фёдор Иванович (Герой Социалистического Труда)
Фёдор Иванович Глебов - советский хозяйственный, государственный и политический деятель, Герой Социалистического Труда. 

## Биография
Родился в 1901 году в Нижегородской губернии. Член ВКП(б) с 1925 года.
С 1918 года - на хозяйственной, общественной и политической работе. В 1918-1962 гг. — разводчик по выработке патоки на Зелецинском крахмалопаточном заводе, в рядах Красной Армии, чернорабочий, волочильщик на прокатном стане завода «Красная Этна», организовал колхоз «3-й год решающей пятилетки», председатель правления сельскохозяйственной артели, колхоза имени С.М.Кирова деревни Новоликеево Кстовского района, директор совхоза «Новоликеевский».
Указом Президиума Верховного Совета СССР от 12 марта 1948 года присвоено звание Героя Социалистического Труда с вручением ордена Ленина и золотой медали «Серп и Молот».
Избирался депутатом Верховного Совета РСФСР 2-го, 3-го, 4-го созывов.
Умер в 1977 году.